# Бормусово
Борму́сово — деревня в муниципальном округе Егорьевск Московской области России.

## География
Деревня Бормусово расположена в северо-восточной части муниципального округа Егорьевск, примерно в 28 километрах к северо-востоку от города Егорьевск. В 1 километре к востоку от деревни протекает река Полиха. Высота над уровнем моря 130 метров.

## Название
В письменных источниках деревня упоминается как Бормусово (1678 год), Бормосово (XVIII — начало XIX века), позже Бормусово.
Название связано с некалендарным личным именем Бормус (Бормос).

## История
До отмены крепостного права в России жители деревни относились к разряду государственных крестьян. В 1852 году крестьяне выкупили землю. После 1861 года деревня вошла в состав Петровской волости Егорьевского уезда. Приход находился в селе Шатур.
В 1926 году деревня входила в Больше-Гридинский сельсовет Поминовской волости Егорьевского уезда.
До 1994 года Бормусово входило в состав Большегридинского сельсовета Егорьевского района, в 1994—2004 годы — Большегридинского сельского округа, а в 2004—2006 годы — Саввинского сельского округа.
До 2015 года входила в состав сельского поселения Саввинское.
В 2015 году вошла в состав городского округа Егорьевск, образованного в том же году путем упразднения Егорьевского района и объединения всех его поселений в единый городской округ.

## Демография
В 1885 году в деревне проживало 434 человека, в 1905 году — 557 человек (287 мужчин, 270 женщин), в 1926 году — 580 человек (251 мужчина, 329 женщин). По переписи 2002 года — 57 человек (24 мужчины, 33 женщины). Население — 103 человек (2010).
| 1859 | 1868 | 1885 | 1905 | 1926 | 2002 | 2006 |
| ---- | ---- | ---- | ---- | ---- | ---- | ---- |
| 272  | ↗287 | ↗434 | ↗557 | ↗580 | ↘57  | ↘52  |
| 2010 |      |      |      |      |      |      |
| ↗103 |      |      |      |      |      |      |